# U. Diciotti (CP 941)
Die U. Diciotti (Kennung: CP 941), oft nur Diciotti genannt, ist ein Mehrzweckschiff der italienischen Küstenwache.

## Geschichte
Das Schiff, zweites der Dattilo-Klasse, wurde am 9. Januar 2013 in der Werft Fincantieri in Castellammare di Stabia auf Kiel gelegt. Am 15. Juli 2013 lief es vom Stapel und am 20. März 2014 wurde es in Dienst gestellt. Benannt wurde es nach dem Generalmajor der italienischen Küstenwache Ubaldo Diciotti. Es dient der Seenotrettung und dem Umweltschutz. In Katastrophenfällen kann es auch der Einsatzleitung dienen.
Im Juli 2014 half die Diciotti dabei, die Überführung des havarierten Kreuzfahrtschiffs Costa Concordia nach Genua zu sichern. Danach wurde es hauptsächlich zur Rettung von Migranten eingesetzt. So wurden von der Diciotti bis 2017 etwa 5000 Migranten gerettet.
Im Juni 2018 sperrte die neue italienische Regierung die Häfen Italiens für private Rettungsschiffe. Der Schlepper Vos Thalassa, der unter italienischer Flagge fuhr, rettete im Juli 2018 67 Migranten (58 Männer, drei Frauen und sechs Kinder). Einige Gerettete protestierten gewaltsam gegen eine Übergabe an die libysche Küstenwache. Daraufhin rief die Mannschaft die italienische Küstenwache zu Hilfe und die Diciotti nahm am 10. Juli 2018 die Migranten an Bord. Der italienische Innenminister Matteo Salvini ließ daraufhin die Häfen für die Diciotti sperren. Am 12. Juli legte die Diciotti im Hafen von Trapani an. Erst nach Interventionen des italienischen Staatspräsidenten Mattarella durften die Migranten das Schiff verlassen.
Am 16. August rettete die Diciotti 190 Migranten. 13 von ihnen wurden zur medizinischen Versorgung nach Lampedusa gebracht. Salvini verweigerte ihr das Einlaufen in einen italienischen Hafen, und Malta verweigerte ihr ebenfalls das Anlegen.
Der österreichische Bundeskanzler Sebastian Kurz (ÖVP) sprach sich dafür aus, Schiffe mit geretteten Migranten an Bord in keinem EU-Land mehr anlegen zu lassen. In der Nacht zum 21. August 2018 lief die Diciotti im Hafen von Catania (Sizilien) ein; Salvini wollte die Menschen aber nicht an Land gehen lassen, solange es keine „Antworten von Europa“ gebe.
Am 23. August 2018 setzte Luigi Di Maio (Vorsitzender von M5S und stellvertretender Ministerpräsident) die Teilnehmer des Treffens der EU-Kommission am 24. August 2018 unter Druck. Er drohte unter anderem mit einer Aussetzung der italienischen Zahlungen an die EU in Höhe von jährlich 20 Milliarden Euro. Auf dem Treffen wollten Vertreter anderer EU-Staaten, darunter Deutschland, Frankreich, Spanien und Österreich, strukturelle Lösungen für Schiffe im Mittelmeer finden, weshalb es keine Verständigung für die Diciotti gab.
An Land gehen durften zunächst nur 27 Minderjährige; 150 Migranten mussten an Bord bleiben. Am 25. August ordnete eine Gesundheitsbehörde an, 16 von ihnen müssten die Diciotti wegen Tuberkuloseverdacht verlassen.
Am Morgen des 26. August 2018 durften die übrigen 134 Menschen an Land gehen. Nach Angaben von Ministerpräsident Conte nimmt Albanien 20 von ihnen auf und Irland ebenfalls 20. Die katholische Kirche nehme sich der übrigen etwa 100 Personen an.
Die Staatsanwaltschaft Agrigent nahm Ermittlungen gegen Innenminister Salvini auf, unter anderem wegen Freiheitsberaubung und Machtmissbrauchs; es kam jedoch kein Prozess zustande, weil im März 2019 der Senat Salvinis Immunität nicht aufhob.
Am 27. August sagte Vizepremierminister Di Maio (M5S), Italien werde ein Veto gegen den nächsten siebenjährigen Finanzplan (den die EU vor der Europawahl im Mai 2019 verabschieden will) einlegen, wenn sich die Einwanderungslage nicht in naher Zukunft ändere.